# Taha Siddiqui

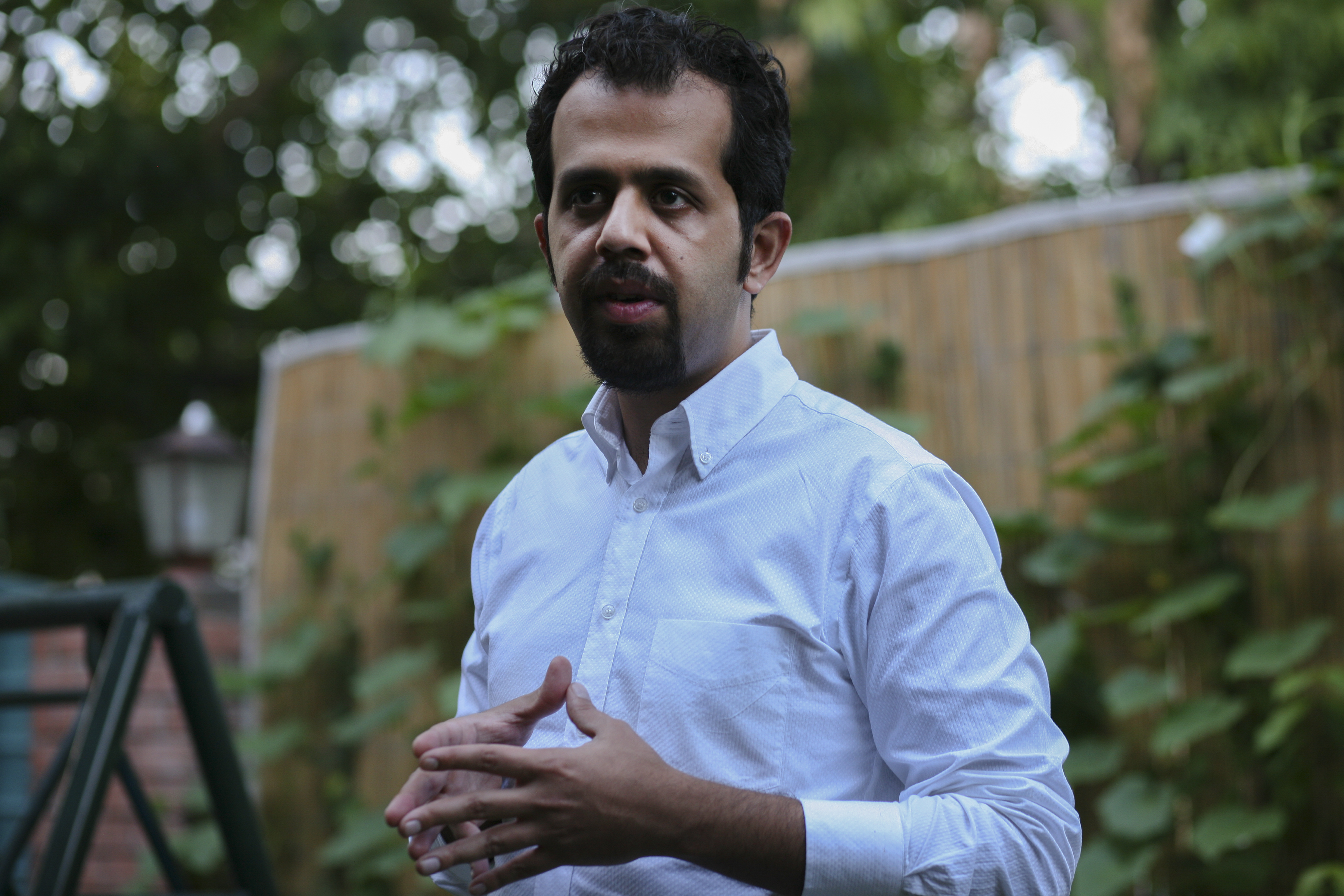
Taha Siddiqui im Jahr 2017

Taha Siddiqui ist ein pakistanischer Journalist. Er studierte am Institut für Betriebswirtschaft in Karatschi und ist ehemaliger Gewinner des Albert-Londres-Preises.
Am Morgen des 10. Januar 2018 wurde Taha Siddiqui auf dem Weg zum Flughafen von Islamabad, wo er einen Flug nach London antreten wollte, überfallen. Sein Taxi wurde von zwei Autos aufgehalten, aus denen nach Angaben Siddiquis zehn Männer ausstiegen. Er wurde zusammengeschlagen, konnte sich aber aufgrund einer unverschlossenen Autotür retten und begab sich zur nächsten Polizeistation. Siddiqui floh daraufhin mit seiner Frau und seinem Sohn am 13. Februar 2018 nach Paris, wo er seitdem lebt.